# Heinz Zuber
Heinz Zuber (* 7. April 1941 in Lörrach, Baden-Württemberg) ist ein deutscher Schauspieler. In Österreich ist er einer breiteren Öffentlichkeit vor allem für seine Rolle als Fernsehclown Enrico (Enrico Emmanuel Theobaldissimus Fillissi Maximo) aus der von 1975 bis 1993 im Österreichischen Rundfunk ausgestrahlten Kindersendung Am dam des bekannt.

## Leben
Er machte zunächst eine Ausbildung als Speditions- und Reedereikaufmann. Von 1960 bis 1963 lebte und arbeitete er in Paris (Frankreich). Nach einer Arbeit als Praktikant (Stagiaire), dem Besuch einer Sprachschule und einer kaufmännischen Ausbildung arbeitete er u. a. als Fremdenführer und als Karikaturist am Montmartre, dem Pariser Künstlerviertel.
Danach begann er eine schauspielerische Ausbildung in Paris (Schauspielunterricht, Pantomime und Gesang). Von 1963 bis 1966 wurde er am Max-Reinhardt-Seminar aufgenommen und lebt seither in Wien (Österreich). Nach dieser Zeit begann seine große Karriere. Von 1972 bis 2003 war er über 30 Jahre ein festes Mitglied des Burgtheaters. Auch nach dem Erreichen des Ruhestandsalters trat Zuber noch lange auf, bezeichnet sich aber mittlerweile als Pensionist.

## Clown Enrico
In der Kindersendung „Am Dam Des“ und anderen Kindersendungen spielte Zuber mehr als 4000 Mal die Rolle seines Alter Egos Clown Enrico. Mit Blümchenhut, gezogenem Pfeifen und einem markanten, grün-schwarz-karierten Mantel ist er eine freundliche, sympathische Figur mit italienischem Akzent, ein Gegensatz zum bis dahin im Kinderprogramm auftretenden, etwas unheimlichen Clown Habakuk. Seine markanten Sprüche waren „Ich sag nicht, …“ und „Ich gehe, aber ich komme wieder!“.

## Stücke
Heinz Zuber spielte in vielen Musicals, Opern, Theaterstücken und Fernsehsendungen mit:

### Operette
- Volksoper Frühjahrsparade
- Opernball

### Musical
- Die Schöne und das Biest

#### Aufführungen am Theater an der Wien
- Hello, Dolly!
- Anatevka
- Sorbas

#### Aufführungen am Stadttheater Baden in Niederösterreich
- Frühjahrsparade
- Das Dreimäderlhaus
- Im weißen Rößl

### Theater
- Herr von Unruh in Die Schöne und das Biest
- Weh dem, der lügt
- Publikumsbeschimpfung (österreichische Erstaufführung)
- Bauer als Millionär
- Zwillinge von Verona
- Einen Jux will er sich machen
- Ein Sommernachtstraum
- Der Diener zweier Herren
- Robin, Falstaffs Page in Lustige Weiber von Windsor
- Clown Enrico in Enrico und seine Tiere
- Servus Wien
- Melodie der Kindheit oder man wird ja nur außen alt
- Himmlischt in George Taboris Mein Kampf (Akademietheater Wien 1987)

Salzburger Festspiele
- Dicker Vetter in Jedermann 2005–2009

### Fernsehsendungen
- 1969–1975: Das kleine Haus
- 1982, 1987: Am dam des
- 1986: Pater Brown, Staffel 2, Folge 6 Das Paradies der Diebe
- 1986: Eine unmögliche Person
- Tatort als Inspektor Schulz
  - 1984: Der Mann mit den Rosen
  - 1985: Fahrerflucht
  - 1985: Des Glückes Rohstoff
  - 1985: Nachtstreife
  - 1986: Strindbergs Früchte
  - 1986: Alleingang
  - 1986: Wir werden ihn Mischa nennen
  - 1986: Der Tod des Tänzers
  - 1987: Die offene Rechnung
  - 1987: Superzwölfer
- 1995: Jede Menge Leben, Folge Familienrat
- 1997: Mimis Villa Schnattermund
- 2002: Mimis Schnattershow